# Gare d'Ōmuta
La gare d'Ōmuta (大牟田駅, Ōmuta-eki) est une gare ferroviaire de la ville d'Ōmuta, dans la préfecture de Fukuoka au Japon. Elle est exploitée par les compagnies JR Kyushu et Nishitetsu.

## Situation ferroviaire
La gare d'Ōmuta est située au point kilométrique (PK) 147,5 km de la ligne principale Kagoshima. Elle marque la fin de la ligne Nishitetsu Tenjin Ōmuta.

## Histoire
La gare a été inaugurée le 1er avril 1891.

## Service des voyageurs

### Accueil
La gare dispose d'un bâtiment voyageurs ouvert tous les jours, avec des guichets et des automates pour l'achat de titres de transport.

### Desserte
- Ligne principale Kagoshima :
  - voies 1 et 2 : direction Kumamoto
  - voies 2 et 3 : direction Kurume, Tosu et Hakata

- Ligne Nishitetsu Kaizuka :
  - voies 4, 5 et 7 : direction Nishitetsu Yanagawa, Nishitetsu Kurume et Nishitetsu Fukuoka (Tenjin)